# Arcidiecéze Pamplona a Tudela
Arcidiecéze Pamplona a Tudela je římskokatolická metropolitní arcidiecéze ve Španělsku, jejíž sídlo je v Pamploně, kde se nachází katedrála P. Marie, a v Tudele, kde je také P. Marie. Obě diecéze jsou sjednoceny aeque principaliter, takže jejich arcibiskup má titul arcibiskup pamplonský a biskup tudelský. Současným arcibiskupem je od roku 2007 Mons. Francisco Pérez González.

## Církevní provincie
Jde o metropolitní arcidiecézi, jíž jsou podřízena tato sufragánní biskupství:
- Diecéze Calahorra y La Calzada-Logroño
- Diecéze Jaca
- Diecéze San Sebastián

## Stručná historie
Diecéze v Pamploně byla  založena v 5. století (i když místní legenda mluví o biskupovi sv. Firminovi v pol. 3. stol.), na počátku byla sufragánní vůči tarragonské arcidiecézi. Po muslimské invazi roku 711 o diecézi ztrácíme zmínky, biskupská řada je obnovena v roce 829, kdy máme zároveň pokusy o obnovu navarrského království. Ve středověku měla diecéze velký význam, jako jedna z etap svatojakubské cesty. Roku 1318 se Pamplona stala sufragánní vůči zaragozské metropoli, roku 1574 se stala součástí provincie burgoské. Na území doecéze se nachází obec Javier, rodiště svatého Františka Xaverského s bazilikou minor zasvěcenou tomuto světci.
Diecéze tudelská vznikla v roce 1783, roku 1851 byla zrušena a její území včleněno do pamplonské diecéze, která byla znovu podřízena jako sufragánní zaragozské metropoli. V letech 1889-1955 byla tudelská diecéze dána do správy biskupů tarazonských, ale v roce 1955 se opět vrátila do správy pamplonské. V roce 1956 byla Pamplona povýšena na metropolitní arcidiecézi a Tudela se stala součástí její provincie. Roku 1984 byla Tudela jako diecéze obnovena a sjednocena aeque principaliter s pamplonskou arcidiecézí.